# Набережная Орсе
Набережная Орсе, Кэ Д'Орсе (фр. Quai d'Orsay) — набережная в 7-м округе Парижа, расположенная на левом берегу реки Сены начиная от моста Согласия до моста Альма. Название также относится к улице вдоль набережной. Набережная переходит в набережную Анатоля Франса к востоку от Бурбонского дворца и в набережную Бранли к западу от моста Альма. 
Французское министерство иностранных дел находится на набережной Орсе, и это ведомство часто называют именем улицы — «Quai d’Orsay» (Набережная Орсе). 
Набережная Орсе получила свое название в честь Шарля Буше д’Орсе, советника парламента в Париже, который занимал должность прево во время строительства пристани в начале XVIII века. В 1941 году часть набережной Орсе была переименована в набережную Бранли (фр. Quai Branly).